# Brother Jug!
Brother Jug! è un album di Gene Ammons, pubblicato dalla Prestige Records nel 1970. I brani furono registrati al Van Gelder Studio, Englewood Cliffs, New Jersey (Stati Uniti), o, secondo altre fonti, a New York.

## Tracce
Lato A
1. Son of a Preacher Man – 4:25 (John Hurley, Ronnie Wilkins) – Registrato l'11 novembre 1969
2. Didn't We – 6:00 (Graham Lyle, Troy Seals, Jimmy Webb) – Registrato l'11 novembre 1969
3. He's a Real Gone Guy – 5:05 (Nellie Lutcher) – Registrato l'11 novembre 1969

Lato B
1. Jungle Strut – 5:15 (Gene Ammons) – Registrato l'11 novembre 1969
2. Blue Velvet – 4:05 (Lee Morris, Bernie Wayne) – Registrato l'11 novembre 1969
3. Ger-Ru – 8:45 (Gene Ammons) – Registrato il 10 novembre 1969

## Musicisti
Brani A1, A2, A3, B1 e B2
- Gene Ammons - sassofono tenore
- Sonny Phillips - organo
- Billy Butler - chitarra
- Bob Bushnell - basso elettrico
- Bernard Purdie - batteria

Brano B3
- Gene Ammons - sassofono tenore
- Prince James - sassofono tenore[4]
- Junior Mance - pianoforte
- Buster Williams - contrabbasso
- Frankie Jones - batteria
- Candido (Candido Camero) - congas